# Levy
Levy, Lévy oder Levý ist ein jüdischer Familienname.

## Herkunft und Bedeutung
Der Name leitet sich vom israelitischen Stamm Levi ab.

## Varianten
- Levey, Levi, Lewi, Lewis, Lewy

## Namensträger

### A
- Adam Levy (Musiker) (* 1966), US-amerikanischer Musiker
- Adam Levy (Schauspieler) (* 1970), britischer Schauspieler
- Adolf Levy (1906–1944), deutscher Fußballspieler, ermordet im Ghetto Lodz
- Adolf Magnus-Levy (1865–1955), deutscher Internist (Forschungsgebiet Stoffwechsel)
- Alan Levy (1932–2004), US-amerikanischer Journalist
- Albert Levy (1862–1922), deutscher Sozialarbeiter
- Alexander Levy (1883–1942), deutscher Architekt
- Alexandre Levy (1864–1892), brasilianischer Komponist und Pianist
- Alfred Lévy (Rabbiner) (1840–1919), französischer Großrabbiner
- Alfred Levy (Politiker) (1885–1938), deutscher Politiker (SPD, USPD, KPD)
- Alfred Johann Levy (1901–1987), deutscher Politiker (FDP)
- Alfredo Levy (1914–1999), kubanischer Pianist, Musikpädagoge, Chorleiter und Komponist
- Alicia Levy (1963–2007), US-amerikanische Sängerin und Gitarristin
- Alphonse Levy (Pseudonyme Alphonse Müller, Ernst Maurer; 1838–1917), deutscher Publizist
- Alphonse Lévy (1843–1918), französischer Zeichner und Karikaturist
- Amy Levy (1861–1889), britische Autorin
- André Lévy (1925–2017), französischer Sinologe
- Andrea Levy (1956–2019), britische Autorin
- Anne Levy (Politikerin) (* 1934), australische Politikerin (Labor Party), Präsidentin des South Australian Legislative Council
- Anne Lévy (* 1971), Direktorin Bundesamt für Gesundheit (Schweiz)
- Antonio Levy (1919/1920–1959), mexikanischer Unternehmer und Fußballfunktionär
- Ariel Levy (Autorin) (* 1974), amerikanische Schriftstellerin und Journalistin
- Ariel Levy (Schauspieler) (* 1984), chilenischer Schauspieler
- Armand Lévy (Mineraloge) (1795–1841), französischer Arzt, Mineraloge und Mathematiker
- Armand Lévy (Aktivist) (1827–1891), französischer Journalist und Aktivist
- Arnold Levy (Pseudonym Armand Levilliers; 1893–1978), deutscher Kaufmann und Buchhändler
- Arthur Lévy (Historiker) (1847–1931), französischer Historiker
- Arthur Levy, eigentlicher Name von Arthur Liebert (1878–1946), deutscher Philosoph
- Arthur Levy (Rabbiner) (1881–1961), deutscher Rabbiner
- Artur Levy (1902–1993), brasilianischer Ingenieur und Industriemanager
- Ascher Lévy (1588–1635), Elsässer Rabbiner
- Asser Levy († 1682), Siedler in Nieuw Nederland
- Assi Levy (* 1969), israelische Schauspielerin
- Auguste Michel-Lévy (1844–1911), französischer Petrograph, Mineraloge und Geologe
- Azriel Levy (* 1934), israelischer Mathematiker

### B
- Barrington Levy (* 1964), jamaikanischer Musiker
- Benny Lévy (1945–2003), französischer Philosoph und Publizist, Privatsekretär von Jean-Paul Sartre
- Bernard-Henri Lévy (* 1948), französischer Publizist
- Betty Levy, wirklicher Name von Bess Brenck-Kalischer (1878–1933), deutsche Dichterin
- Brian Levy (* 1977), US-amerikanischer Musikwissenschaftler und Jazzmusiker
- Burt Levy (1936–2010), US-amerikanischer Komponist und Musikpädagoge

### C
- Caissie Levy (* 1981), kanadisch-amerikanische Musicaldarstellerin, Schauspielerin und Sängerin
- Carl Levy (1856–1938), siehe Carl Hagen (Bankier), deutscher Bankier und Mäzen
- Carl Levy (* 1951), britisch-US-amerikanischer Politikwissenschaftler und Hochschullehrer
- Carlos Roberto Maciel Levy (* 1951), brasilianischer Kunstkritiker und Kunsthistoriker
- Claudia Levy (Sängerin) (* 1963), argentinische Tangosängerin und -komponistin
- Claudia Levy (Schauspielerin), US-amerikanische Schauspielerin
- Claudia D. Levy (1944–2021), US-amerikanische Journalistin und Gewerkschaftsaktivistin
- Cochav Elkayam-Levy (* 1984), israelische Rechtsanwältin und Menschenrechtsaktivistin

### D
- Daina Levy (* 1993), jamaikanische Hammerwerferin
- Dan Levy (* 1981), US-amerikanischer Komiker, Schauspieler, Autor und Produzent
- Dani Levy (* 1957), Schweizer Schauspieler, Drehbuchautor und Regisseur
- Daniel Levy (Basketballspieler) (1930–2020), israelischer Basketballspieler
- Daniel Levy (Fußballfunktionär) (* 1962), britischer Unternehmer und Fußballfunktionär
- Daniel Levy (Diplomat), britisch-israelischer Politikwissenschaftler, Politikberater und Diplomat
- Daniel Levy (Schauspieler) (* 1983), kanadischer Filmschauspieler und Drehbuchautor
- David Levy (Politiker) (1937–2024), israelischer Politiker (Likud)
- David Levy (Schachspieler) (* 1945), schottischer Schachmeister, Autor u. a. im Bereich Künstliche Intelligenz
- David Levy (Bassist) (* 1960), britischer Bassist
- David Levy (Produzent) (* 1966), Filmproduzent
- David A. Levy (* 1953), US-amerikanischer Jurist und Politiker (Republikanische Partei)
- David Benjamin Levy (* 1950), US-amerikanischer Musikwissenschaftler
- David H. Levy (* 1948), kanadischer Astronom und Wissenschaftsjournalist
- DeAndre Levy (* 1987), US-amerikanischer Footballspieler
- Deborah Levy (* 1959), britische Schriftstellerin
- Don Levy (1932–1987), australischer Filmregisseur und Filmwissenschaftler
- Dorothea Lévy-Hillerich (1938–2015), deutsche Fortbildnerin für Deutsch als Fremdsprache

### E
- Edmond Levy (1929–1998), kanadisch-amerikanischer Filmregisseur, Drehbuchautor und Filmproduzent
- Edward Levy-Lawson, 1. Baron Burnham (1833–1916), britischer Zeitungsverleger
- Else Levy (1891–nach 1942), deutsche Ärztin
- Élisabeth Lévy (* 1964), französische Journalistin, Essayistin und Herausgeberin der Zeitschrift Causeur
- Emil Levy (1855–1917), deutscher Romanist
- Émile Lévy (1826–1890), französischer Maler
- Ernst Levy (Gärtner) (1848–vor 1899), deutscher Landschaftsgärtner und Fachautor
- Ernst Levy (Mediziner) (1864–1919), elsässischer Mediziner, Bakteriologe und Hygieniker
- Ernst Levy (Jurist) (1881–1968), deutscher Jurist und Rechtshistoriker
- Ernst Levy (Komponist) (1895–1981), Schweizer Komponist
- Ernst Levy von Halle (1868–1909), deutscher Nationalökonom und Hochschullehrer
- Erwin Levy (1907–1991), deutscher Psychoanalytiker
- Eugene Levy (* 1946), kanadischer Schauspieler und Comedian

### F
- Fabien Lévy (* 1968), französischer Komponist
- Francine Levy, französische Künstlerin
- Francois Levy, französischer Rugby-Sportler
- Frida Levy (1881–1942), deutsche Bürgerrechtlerin
- Friedrich Levy (Politiker) (1874–1936), deutscher Anwalt und Politiker (SPD)
- Friedrich Levy (1891–1944), auch unter dem Namen Friedrich Leyden, deutscher Geograph und Diplomat
- Friedrich Walter Levy (1896–1969), deutscher Klassischer Philologe, siehe Friedrich Walter Lenz
- Fritz Levy (1901–1982), deutscher Viehhändler, der letzte Jude von Jever

### G
- Gabby Levy (* 1944), israelischer Diplomat
- Gabriel Levy (1881–1965), deutscher Filmproduzent und Filmkaufmann
- General Levy (* 1971), britischer Ragga/Jungle-Sänger
- Geneviève Levy (* 1948), französische Politikerin
- Georges Lévy (Politiker) (1874–1961), französischer Politiker
- Georges Lévy (Bankier) (1891–1953), französischer Bankier und Flieger
- Georges Lévy (Filmarchitekt) (1920–1997), französischer Filmarchitekt
- Gerald Levy (Filmeditor), Filmeditor
- Gerald Levy alias Bogle (Tänzer) (1964–2005), jamaikanischer Tänzer
- Gerhard Levy (1928–2017), US-amerikanischer Pharmakologe
- Gershom Levy (1937–2009), israelischer Biologe und Arachnologe
- Gideon Levy (* 1953), israelischer Journalist
- Gustav Levy (1886–1966), deutscher Jurist, Mitglied der Verfassungskommission für das Saarland, MdL

### H
- Hank Levy (1927–2001), US-amerikanischer Komponist und Jazz-Saxophonist
- Hank Levy (Informatiker) (* 1952), US-amerikanischer Informatiker
- Hanna Levy-Hass (1913–2001), jugoslawische Autorin
- Hanni Lévy (1924–2019), Überlebende des Holocaust
- Hans Levy (1911–2005), deutscher Widerstandskämpfer, Kommunist, Gewerkschafter und Zeitzeuge, siehe Hans Vieregg
- Hans Levy (1916–2011), US-amerikanischer Unternehmer und Betriebsgründer deutscher Herkunft (1937–1947 Exil in Shanghai)
- Harel Levy (* 1978), israelischer Tennisspieler
- Harry Louis Levy (1906–1981), US-amerikanischer Klassischer Philologe
- Heinrich Levy (1885–1950), deutscher Neurologe
- Heniot Levy (1879–1946), polnisch-amerikanischer Pianist und Musikpädagoge
- Henri Lévy (Rabbiner) (1883–1942), französischer Rabbiner
- Henri Lévy-Bruhl (1884–1964), französischer Rechtssoziologe
- Henri Arthur Levy (1913–2001), US-amerikanischer Chemiker
- Henri Léopold Lévy (1840–1904), französischer Maler
- Henry Levy (* 1933), französischer Koch
- Hermann Levy (1881–1949), deutscher Nationalökonom
- Howard Levy (* 1951), US-amerikanischer Mundharmonikaspieler
- Hyman Levy (1889–1975), britischer Mathematiker, Philosoph und politischer Aktivist

### I
- Ian Christopher Levy (* 1967), US-amerikanischer Theologe
- Ian Hideo Levy (* 1950), US-amerikanischer Übersetzer und Schriftsteller
- Ido Levy (* 1990), israelischer Fußballspieler
- Isaac Lévy (auch Georges Lévy; 1833–1913), Fotograf, siehe Léon & Lévy
- Isidor Levy (1852–1929), deutscher Journalist und Chefredakteur
- Itamar Levy (* 1956), hebräischer Schriftsteller
- Itzhak Levy (* 1982), israelischer Eishockeyspieler

### J
- Jack Levy (* 1948), amerikanischer Politikwissenschaftler mit dem Fachgebiet Internationale Beziehungen
- Jackie Levy (* 1960), israelischer Politiker
- Jacob Collins-Levy (* 1992), australischer Schauspieler
- Jacques Levy (1935–2004), US-amerikanischer Liedermacher, Theaterregisseur und Psychologe
- Jakob Levy (1819–1892), deutscher Rabbiner und Lexikograf
- Jane Levy (* 1989), US-amerikanische Schauspielerin
- Jane Levy (Malerin) (1894–1943), französische Malerin

- Jean-Bernard Lévy (Manager) (* 1955), französischer Manager
- Jean Bernard-Lévy (1897–1940), französischer Fußballfunktionär
- Jean-Marc Lévy-Leblond (* 1940), französischer Physiker und Hochschullehrer
- Jean-Pierre Lévy (1911–1996), französischer Widerstandskämpfer
- Jeanne Lévy (1897–1993), französische Pharmakologin
- Jed Levy (* 1958), US-amerikanischer Jazzmusiker
- Jefferson Monroe Levy (1852–1924), US-amerikanischer Politiker
- Jeffrey Levy-Hinte (* 1967), US-amerikanischer Filmproduzent
- Jeremy Levy (* 1965), US-amerikanischer Schauspieler
- Jiří Levý (1926–1967), tschechischer Historiker
- Jitzchak Levy (* 1947), israelischer Politiker
- Joachim Levy (* 1976), Schweizer Filmregisseur, Drehbuchautor und Fotograf
- John Levy (1912–2012), US-amerikanischer Jazz-Bassist und -Produzent
- Jonathan Levy (* 1982), US-amerikanischer Basketballspieler
- Josef Benjamin Levy (1870–1950), deutscher Pädagoge, Kantor und Musikschriftsteller
- Joseph Moses Levy (1812–1888), englischer Publizist und Unternehmer
- Josephine Levy-Rathenau (1877–1921), deutsche Sozialarbeiterin und Frauenrechtlerin
- Juan Levy (1932–2025), deutscher Pianist, Dirigent und Musikschriftsteller
- Jules Levy (1838–1903), britisch-amerikanischer Komponist und Kornettist
- Jules Benoit-Lévy (1866–1952), französischer Maler und Fotograf
- Julien Levy (1906–1981), US-amerikanischer Galerist und Kunsthändler
- Julius Levy, eigentlicher Name von Julius Rodenberg (1831–1914), deutscher Journalist und Schriftsteller
- Julius Levy (1868–1926), US-amerikanischer Unternehmer und Funktionär
- Jura Levy (* 1990), jamaikanische Leichtathletin
- Justine Lévy (* 1974), französische Schriftstellerin

### K
- Karl Levy (* 1967), australischer Autor
- Karl Oskar Levy, siehe Charles Oscar Brink (1907–1994), britischer Klassischer Philologe und Hochschullehrer deutscher Herkunft
- Katharine Levy (* 1961), britische Schauspielerin
- Krishna Levy (* 1964), französischer Filmkomponist
- Kurt Levy (1911–1987), deutscher Maler, Lithograph und Illustrator
- Kurt L. Levy (1917–2000), deutsch-kanadischer Romanist, Hispanist und Hochschullehrer

### L
- Lazare Lévy (1882–1964), französischer Musiker
- Len Levy (1921–1999), US-amerikanischer American-Football-Spieler
- Leopold Levy (1870–1939), deutsch-polnischer Unternehmer und Politiker
- Lou Levy (Louis A. Levy; 1928–2001), US-amerikanischer Jazzmusiker
- Louis Levy, eigentlicher Name von Ludwig Loewe (1837–1886), deutscher Unternehmer und Politiker, MdR
- Louis Levy (Drehbuchautor) (Louis Nicolai Levy; 1875–1940), dänischer Drehbuchautor
- Louis Levy (Komponist) (1894–1957), britischer Komponist
- Lucien Lévy (1892–1965), französischer Ingenieur und Erfinder
- Lucien Lévy-Bruhl (1857–1939), französischer Philosoph und Ethnologe
- Lucien Lévy-Dhurmer (1865–1953), französischer Maler
- Ludwig Levy (1854–1907), deutscher Architekt, Baubeamter und Hochschullehrer
- Ludwig Levy-Lenz (1889–1966), deutscher Mediziner und Sexualreformer

### M
- Madeleine Levy, französische Résistancekämpferin, Enkelin von Alfred Dreyfus
- Marc Levy (* 1961), französischer Schriftsteller
- Marcy Levy (* 1952), US-amerikanische Sängerin und Songschreiberin, siehe Marcella Detroit
- Maria Benvinda Levy, mosambikanische Politikerin (FRELIMO) und Richterin am Obersten Gerichtshof Mosambiks
- Marion Joseph Levy junior (1918–2002), US-amerikanischer Soziologe
- Marv Levy (* 1925), US-amerikanischer Footballtrainer und -funktionär
- Marvin Levy (1928–2025), US-amerikanischer Marketing- und PR-Spezialist
- Marvin David Levy (1932–2015), US-amerikanischer Komponist
- Maurice Lévy (Mathematiker) (1838–1910), französischer Mathematiker, Physiker und Ingenieur
- Maurice Lévy (Physiker) (1922–2022), französischer Physiker
- Maurice Lévy (Unternehmer) (* 1942), französischer Unternehmer
- Maurice Lévy-Leboyer (1920–2014), französischer Wirtschaftshistoriker
- Max Levy (Ingenieur) (1869–1932), deutscher Elektroingenieur und Fabrikant
- Max Levy-Dorn (1863–1929), deutscher Röntgenologe
- Max Levy-Suhl (1876–1947), deutscher Nervenarzt und Psychoanalytiker
- Maximilian Levy (* 1987), deutscher Radrennfahrer
- Megan Moulton-Levy (* 1985), US-amerikanerin Tennisspielerin
- Meyer Levy (1833–1896), deutscher Rechtswissenschaftler und Rechtsanwalt
- Michael Levy, Baron Levy (* 1944), britischer Politiker, Unternehmer und Manager
- Michel Lévy (1809–1872), französischer Generalarzt
- Michel Lévy (Buchhändler) (1821–1875), französischer Buchhändler
- Michel-Maurice Lévy (1883–1965), französischer Komponist und Musikparodist
- Mickey Levy (* 1951), israelischer Politiker
- Mike Levy (* 1985), französischer DJ, Musiker und Musikproduzent, siehe Gesaffelstein
- Mireille Christophe Michel-Lévy (* 1922), französische Mineralogin
- Moïse Lévy (1863–1944), französischer Politiker
- Moritz Abraham Levy (1817–1872), deutscher Rabbiner, Orientalist und Numismatiker
- Morris Levy (Moishe Levy; 1927–1990), US-amerikanischer Produzent

### N
- Neil Levy, Professor für Philosophie an der Macquarie University
- Noah Levy (* 1995), israelische Leichtathletin

### O
- O’Donel Levy (1945–2016), US-amerikanischer Gitarrist
- Orly Levy-Abekasis (* 1973), israelische Politikerin
- Oscar Levy (1867–1946), deutscher Philosoph und Autor
- Otakar Levý (1896–1946), tschechischer Schriftsteller

### P
- Paul Levy, eigentlicher Name von Paul Lhérie (1844–1937), französischer Sänger und Musikpädagoge
- Paul Levy (Eisenbahningenieur) (1876–1943), deutscher Eisenbahningenieur
- Paul Lévy (Mathematiker) (1886–1971), französischer Mathematiker
- Paul Lévy (Sprachwissenschaftler) (1887–1962), französischer Sprachwissenschaftler und Historiker
- Paul Ernst Levy (1875–1956), deutscher Chemiker und Hüttenkundler
- Peter Levy (Kameramann) (* 1955), australischer Kameramann
- Peter Levy (Moderator) (* 1955), britischer Radiomoderator
- Peter B. Levy (* 1956), US-amerikanischer Historiker und Hochschullehrer
- Pierre Lévy (Philosoph) (* 1956), französischer Philosoph
- Pierre Lévy-Corti (1910–1975), französischer Drehbuchautor
- Pierre G. Lévy (1894–1945), Schweizer Verleger

### R
- Ralph Levy (1919–2001), US-amerikanischer Filmregisseur und Fernsehproduzent
- Raoul Lévy (1922–1966), belgischer Filmproduzent und Filmregisseur
- Raphaël Lévy (1612–1670), französischer Viehhändler und Justizopfer
- Renato Levy (* 1977), deutscher Fußballspieler
- Renée Lévy (1906–1943), französische Widerstandskämpferin
- Richard S. Levy (1940–2021), US-amerikanischer Historiker
- Robert Lévy (1897–1964), französischer Automobilrennfahrer
- Robert Levy (* 1943), US-amerikanischer Trompeter, Dirigent, Komponist und Musikpädagoge
- Roland Alexis Manuel Lévy, bekannt als Roland-Manuel (1891–1966), französischer Musikkritiker und Komponist
- Ronald Levy (* 1941), US-amerikanischer Onkologe
- Ronald Levy (Leichtathlet) (* 1992), jamaikanischer Hürdenläufer
- Ronny Levy (* 1966), israelischer Fußballspieler und -trainer
- Rudi Levy (1904/1905–2005), deutsch-australischer Arzt und Musiker
- Rudolf Levy (1875–1944), deutscher Maler
- Ruth Levy-Berlowitz (* 1925), israelische Dolmetscherin

### S
- Sam Levy, US-amerikanischer Kameramann
- Samuel Levy (Politiker) (1876–1953), US-amerikanischer Jurist, Geschäftsmann und Politiker
- Samuel Levy, Geburtsname von Sammy Lee (Choreograf) (1890–1968), US-amerikanischer Tänzer, Choreograph und Filmregisseur
- Samuel Levy (Musiker), französischer Musiker
- Samuel Levy (Künstler) (* 1978), belgischer Maler, tätig in Luxemburg
- Samuel Salomon Levy (1760–1806), deutscher Bankier
- Sara Levy (1761–1854), deutsche Cembalistin
- Sara Levy (Synchronschwimmerin) (* 1994), spanische Synchronschwimmerin
- Sarah Levy (Journalistin) (* 1985), deutsch-israelische Journalistin
- Sarah Levy (Schauspielerin) (* 1986), kanadische Schauspielerin
- Sarah Levy (Künstlerin) (* 1989), US-amerikanische Künstlerin
- Sarah Levy (Rugbyspielerin) (* 1995), US-amerikanische Rugbyspielerin
- Sarah Levy-Tanai (1911–2005), israelische Komponistin und Choreografin
- Scott Anthony Levy (* 1964), US-amerikanischer Wrestler; siehe Raven (Wrestler)
- Sharon Rachel Levy, Geburtsname von Sharon Osbourne (* 1952), britische Musikmanagerin und Moderatorin
- Sharron Levy (* 1977), israelische Popsängerin
- Shawn Levy (* 1967), kanadisch-amerikanischer Regisseur, Schauspieler und Produzent
- Shlomo Levy (* 1976), israelischer Eishockeyspieler
- Simon Lévy (1886–1973), französischer Maler
- Simone Michel-Lévy (1906–1945), französische Widerstandskämpferin
- Stacy Levy (* 1960), US-amerikanische Bildhauerin und Land-Art-Künstlerin
- Stanislav Levý (* 1958), tschechischer Fußballspieler
- Steven Levy (* 1951), Herausgeber von Newsweek
- Stuart Levy, US-amerikanischer Filmeditor
- Susanne Levy (1921–2009), Schweizer Kunstmalerin, Grafikerin, Zeichnerin, Bildhauerin und Fotografin

### T
- Tatiana Salem Levy (* 1979), brasilianische Schriftstellerin
- Timna Nelson-Levy (* 1994), israelische Judoka

### U
- Uriah P. Levy (1792–1862), US-amerikanischer Marineoffizier

### V
- Václav Levý (1820–1870), tschechischer Bildhauer

### W
- Waldemar Levy Cardoso (1900–2009), brasilianischer Feldmarschall
- Walter Levy (Pseudonym Peter Munk; 1914–nach 1967), deutsch-britischer Schriftsteller und Theaterensemblegründer
- Walter J. Levy (1911–1997), deutsch-amerikanischer Jurist und Öl-Sachverständiger
- Wilhelm Levy (1894–1944), deutscher Arzt (ermordet in Auschwitz)
- William Levy (Autor) (1939–2019), US-amerikanischer Schriftsteller
- William Levy (Schauspieler) (* 1980), kubanischer Schauspieler
- William Blume Levy (* 2001), dänischer Radsportler
- William Alexander Levy (1909–1997), US-amerikanischer Architekt
- William M. Levy (1827–1882), US-amerikanischer Politiker

### Y
- Yasmin Levy (* 1975), israelische Sängerin
- Yitzhak Isaac Levy (1919–1977), türkisch-israelischer Musikwissenschaftler und Komponist
- Yvette Lévy (* 1926), französische Holocaust-Überlebende

### Z
- Ze’ev Levy (1921–2010), israelischer Philosoph